# Brigitte Wujak
Brigitte Wujak (nascida Künzel; Chemnitz, 6 de março de 1955) é uma antiga atleta da República Democrática Alemã que obteve a medalha de prata nos Jogos Olímpicos de Moscovo de 1980 no salto em comprimento, com a marca de 7,04 metros.